# Eureka Springs
Eureka Springs es la ciudad en el condado de Carroll, Arkansas, Estados Unidos. Se localiza en la meseta de Ozark al noroeste de Arkansas. De acuerdo con estimados de 2006 de la Oficina del Censo de los Estados Unidos, la población de Eureka Springs era de 2350. Es una de las dos sedes de condado de Carroll. Toda la ciudad está en el Registro Nacional de Lugares Históricos. Es uno de los principales destinos turísticos del estado.

## Historia
El área de Eureka Springs era conocido como un destino para personas buscando sanación antes de la llegada de los primeros colonizadores europeos a Arkansas. Varias leyendas amerindias describen una naciente  llamada Great Healing Spring en el área de la ciudad.
La reputación del lugar atrajo a los europeos que llegaban al área y se creía que las aguas de la naciente tenían poderes curativos, por lo que Eureka Spring se transformó en una ciudad creciente y en un destino turístico popular. El Dr. Alvah Jackson localizó la naciente poir primera vez y declaró que las aguas de la Basin Spring habían curado sus enfermedades visuales en 1856. Jackson estableció un hospital en una cueva cerca de la ciudad durante la guerra civil estadounidense y usó las aguas de la naciente para tratar a sus pacientes. 
En 1879, el juez J.B. Saunders, un amigo de Jackson, declaró que el agua de la naciente había curado su incapacidad física. Saunder promocionó la ciudad a sus amigos y familiares en todo el estado. En menos de un año, la ciudad pasó de ser una villa rural a una ciudad de casi 10 000 personas.
La ciudad fue incorporada el 14 de febrero de 1880. A finales de 1881, la población pasó la barrera de los 10 000 habitantes, convirtiéndose en la cuarta ciudad más grande de Arkansas.

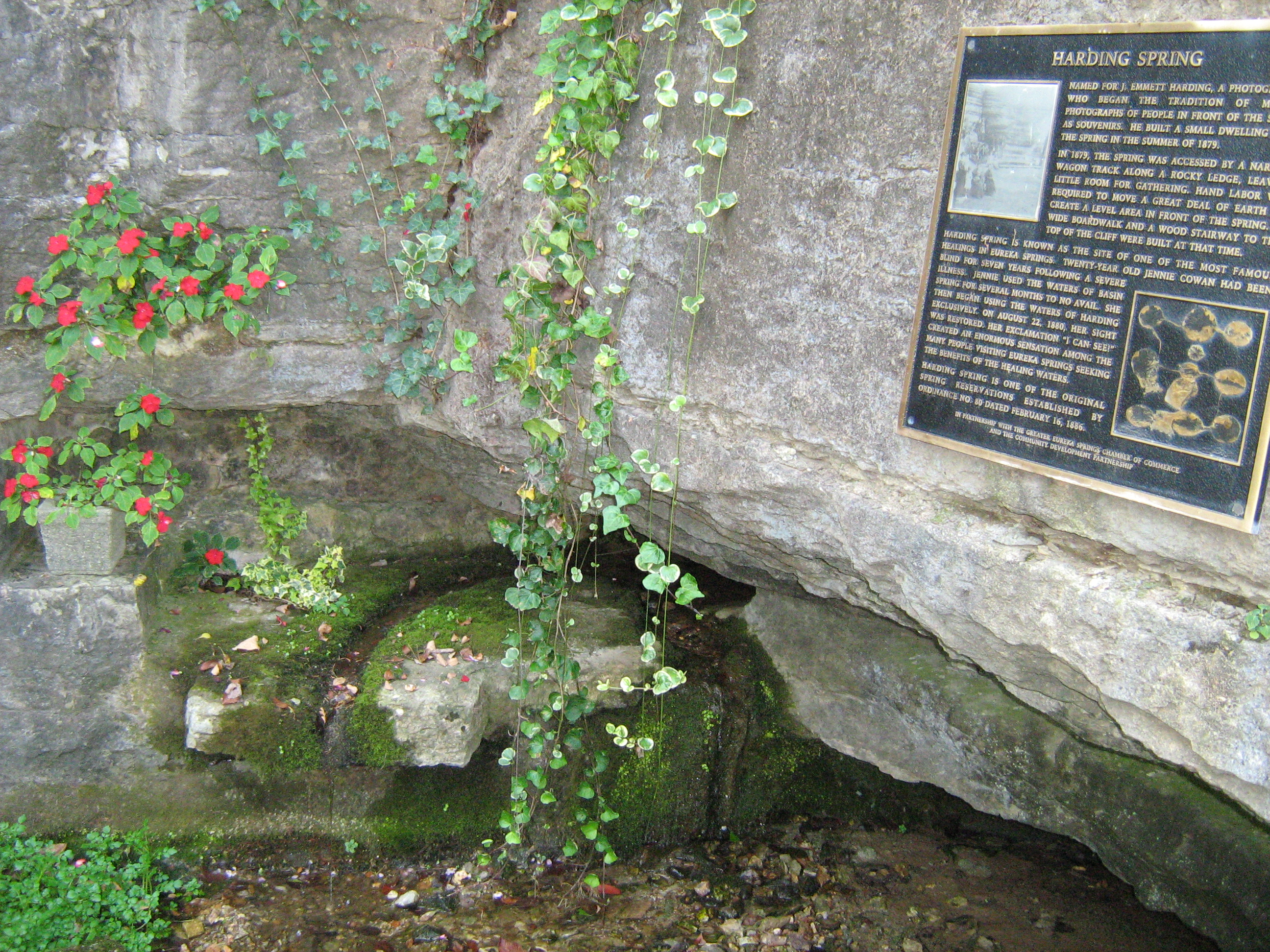
Harding Spring. Anteriormente, se creía que las aguas de esta naciente podían curar la ceguera

Luego de servir como Gobernador, Powell Clayton se mudó a Eureka Springs y empezó a promover la ciudad y sus intereses comerciales. Clayton promocionó el pueblo como una comunidad de retiro para personas adineradas.
En 1882, se formó la Eureka Springs Improvement Company para traer el ferrocarril a la ciudad. Cuando este estuvo terminado, la ciudad se convirtió en uno de los principales centros vacacionales de la época victoriana. En 1986, se construyó el Crescent Hotel y en 1905 el Basin Park Hotel. El nivel de conservación de estos y otros edificios ameritaron que toda la ciudad fuera incluida en el Registro Nacional de Lugares Históricos.
La ciudad también alberga la Thorncrown Chapel, una capilla diseñada por E. Fay Jones y construida en 1980.

## Geografía

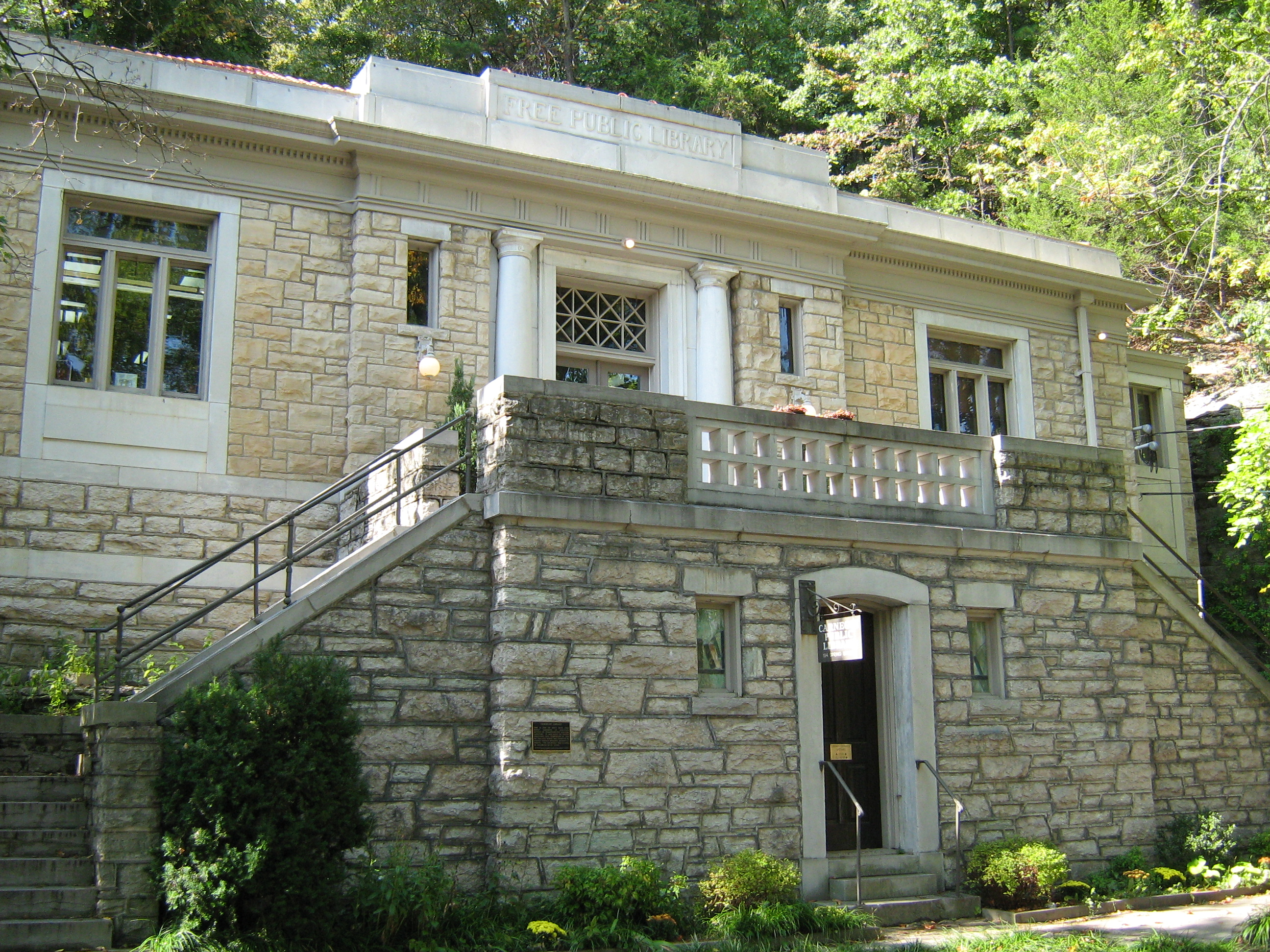
Biblioteca Pública, fundada por Andrew Carnegie

Eureka Springs se localiza a 36°24′11″N 93°44′18″O / 36.40306, -93.73833. Según la Oficina del Censo de los Estados Unidos, la ciudad tiene un área de 18 km², de los cuales 17,6 km² corresponde a tierra y 0,4 km² a agua (2,02%).

## Demografía
Para el censo de 2000, había 2.278 personas, 1.119 hogares y 569 familias en la ciudad. La densidad de población era 126,6 hab/km². Había 1.301 viviendas para una densidad promedio de 74,1 por kilómetro cuadrado. De la población 93,94% eran blancos, 0,04% afroamericanos, 0,70% amerindios, 0,79% asiáticos, 0,09% isleños del Pacífico, 2,28% de otras razas y 2,15% de dos o más razas. 3,99% de la población eran hispanos o latinos de cualquier raza.
Se contaron 1.119 hogares, de los cuales 19,2% tenían niños menores de 18 años, 37,4% eran parejas casadas viviendo juntos, 10,9% tenían una mujer como cabeza del hogar sin marido presente y 49,1% eran hogares no familiares. De 1.119 hogares, 54 era parejas no casadas: 36 heterosexuales, 10 parejas masculinas y 8 parejas femeninas. 41,0% de los hogares eran un solo miembro y 13,4% tenían alguien mayor de 65 años viviendo solo. La cantidad de miembros promedio por hogar era de 1,97 y el tamaño promedio de familia era de 2,64.

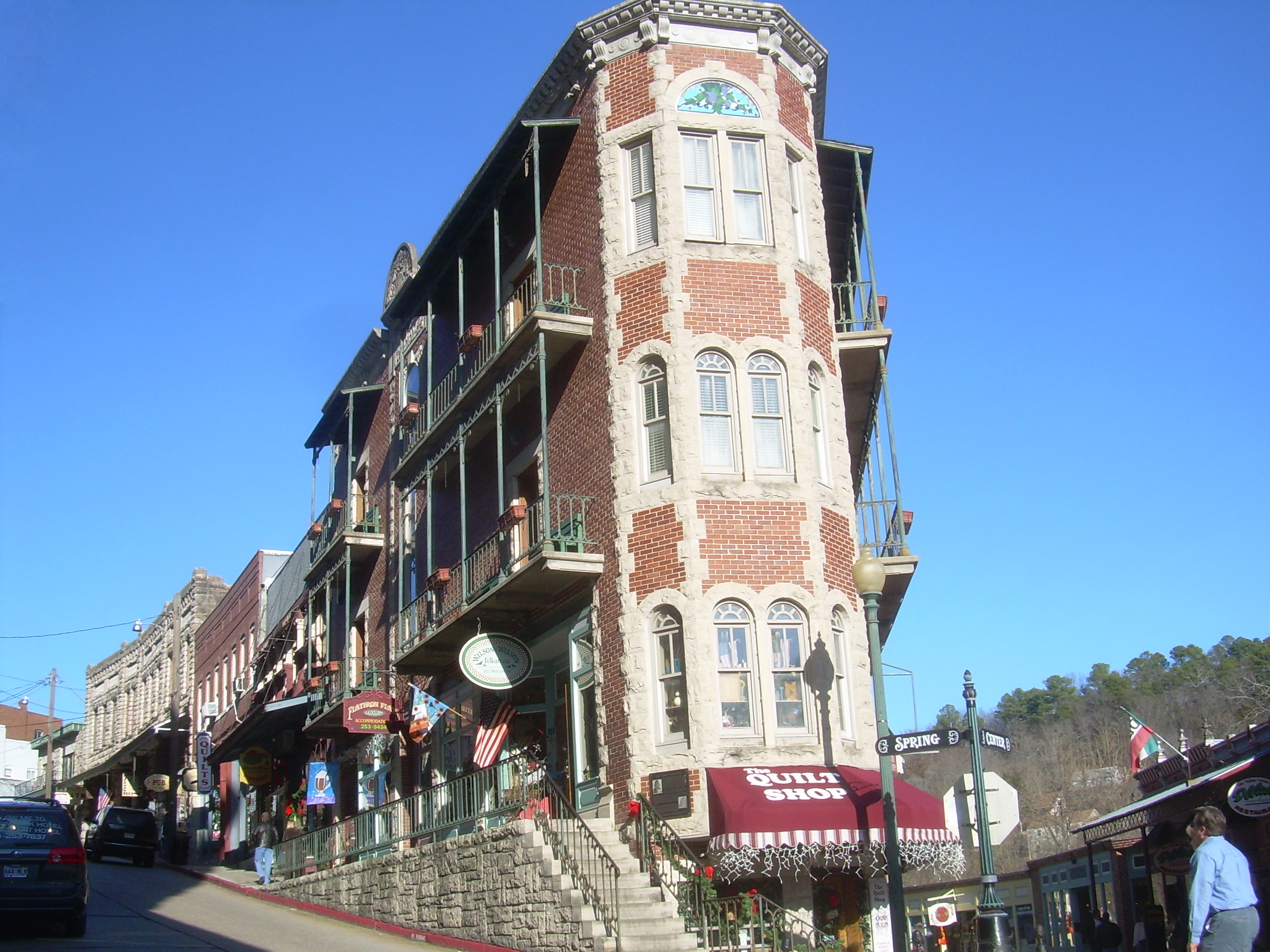
Centro histórico de Eureka Springs

En la ciudad la población está distribuida en 17,2% menores de 18 años, 5,8% entre 18 y 24, 24,4% entre 25 y 44, 33,4% entre 45 y 64 y 19,3% tenían 65 o más años. La edad media fue 46 años. Por cada 100 mujeres había 81,8 varones. Por cada 100 mujeres mayores de 18 años había 81,2 varones.
El ingreso medio para un hogar en la ciudad fue de $25.547 y el ingreso medio para una familia $40.341. Los hombres tuvieron un ingreso promedio de $27.188 contra $17.161 de las mujeres. El ingreso per cápita de la ciudad fue de $18.439. Cerca de 4,4% de las familias y 12,2% de la población estaban por debajo de la línea de pobreza, 8,7% de los cuales eran menores de 18 años y 13,0% mayores de 65.